# Ouled Aouf
Ouled Aouf est une commune de la wilaya de Batna en Algérie.

## Géographie

### Situation
Le territoire de la commune d'Ouled Aouf est situé au centre de la wilaya de Batna.
| Ouled Si Slimane | Taxlent    | Hidoussa           |
| Sefiane          | Ouled Aouf | Hidoussa           |
| Sefiane          | Tilatou    | Aïn Touta, Tilatou |

### Localités de la commune
La commune d'Ouled Aouf est composée de plus de 25localités :
- Baasou
- Berriche
- Bitamat I
- Bitamat II
- Bouizourane
- Chihat
- Idahriene
- Ikichouine
- Kenzria I
- Kenzria II
- Lakraim
- Mehadjib
- Rhamna
- Rouagued
- Ouled Afercha
- Ouled Aouf
- Ouled Ben Amouna
- Seradha
- Stahi
- Tamezrit
- Tamssaghit N' Megaach
- Tahimayet
- Aith-Soumères
- Aith el Berkanes
- Chiheth
- Thaghith N'woudhayens
- Timesla
- Igra n'Amor
- Borenda
- Icharens